# Centris maroniana
Centris maroniana är en biart som beskrevs av Cockerell 1917. Centris maroniana ingår i släktet Centris och familjen långtungebin. Inga underarter finns listade.